# Maite Oroz
Maite Oroz, née le 25 mars 1998 à Huarte en Espagne, est une footballeuse internationale espagnole.

## Biographie

### En club
Maite Oroz commence le football à l'âge de 6 ans au CD Huarte, club de sa ville natale où elle joue avec des garçons avant de rejoindre les équipes de jeunes d'Osasuna dans la ville voisine de Pampelune à l'âge de 12 ans. Elle joue avec l'équipe senior d'Osasuna pendant une saison en Segunda División Femenina avant que la section féminine du club ne soit dissoute en 2014, ce qui l'amène à rejoindre l'Athletic Club.
Après un an avec l'équipe B du club basque, elle fait ses débuts en équipe première en septembre 2015 et devient rapidement incontournable dans cette équipe dirigée par Joseba Aguirre (es), faisant 30 apparitions en Primera División Femenina 2015-2016 qui voit l'Athletic remporter le titre. La saison suivante, elle dispute la Ligue des champions où le club basque ne franchit pas le premier tour à élimination directe.
En septembre 2018, Oroz subit une blessure grave, une rupture du ligament croisé antérieur du genou gauche lors d'un match de championnat contre l'Atlético Madrid ce qui l'empêche de participer à la quasi-totalité de la saison 2018-2019. En fin de contrat, elle quitte le club à l'été 2020.
Maite Oroz rejoint dans la foulée le Real Madrid, club qui joue sa première saison sous ce nom après l'absorption par le club madrilène du Club Deportivo Tacón. Elle fait ses débuts le 4 octobre à la Ciudad Deportiva de Valdebebas lors du premier match du championnat contre les tenantes du titre du FC Barcelone, où la plus grande expérience des Catalanes fait la différence et leur permet de s'imposer 4-0 dans ce premier Clásico féminin de l'histoire. Elle est l'une des titulaires de l'équipe et est l'une des joueuses les plus en vue du début de saison. Le 18 octobre, elle ouvre le score contre le Rayo Vallecano de Madrid lors de la troisième journée du championnat et contribue à la première victoire officielle de l'histoire de la section madrilène. Oroz participe à 30 des 34 rencontres de championnat qui voit le Real Madrid terminer deuxième derrière le FC Barcelone. En janvier 2022, elle prolonge son contrat avec le club merengue jusqu'en 2025. À nouveau vice-championne en 2023, elle dispute également la finale de la Coupe d'Espagne qui voit le Real Madrid être battu aux tirs au but par l'Atlético Madrid.
Elle est surnommée la profesora. En mars 2023, Oroz ainsi que Misa sont les premières joueuses à atteindre le cap de 100 matchs officiels disputés avec le Real Madrid.

### En sélection
Maite Oroz est sélectionnée à plusieurs reprises dans différentes sélections espagnoles de jeunes. Elle est ainsi membre de l'équipe des moins de 17 ans qui remporte la médaille de bronze au Championnat d'Europe 2013, la médaille d'argent à la Coupe du monde 2014 et le titre au Championnat d'Europe 2015. Avec les moins de 19 ans, elle atteint la finale du Championnat d'Europe 2016 et remporte le titre l'année suivante. En moins de 20 ans, elle est finaliste de la Coupe du monde 2018.
Elle dispute son premier match avec la sélection nationale le 18 février 2021 à l'occasion d'un déplacement espagnol en Azerbaïdjan comptant pour les éliminatoires de l'Euro 2022, un match remporté par l'Espagne 13-0. Elle n'est cependant pas retenue pour disputer l'Euro. Elle est considérée en février 2023 comme une leader en l'absence pour blessure d'Alexia Putellas. Figurant dans une liste de présélection comportant 30 joueuses pour la Coupe du monde 2023, Oroz ne figure pas dans la sélection finale de 23 joueuses.

## Palmarès
En club, Maite Oroz est championne d'Espagne en 2016 avec l'Athletic Club. Avec le Real Madrid, elle est finaliste de la Coupe d'Espagne 2023. Elle est également vice-championne d'Espagne en 2021 et en 2023.
Avec la sélection espagnole, Oroz remporte le Championnat d'Europe des moins de 17 ans 2015 et le Championnat d'Europe des moins de 19 ans 2017.

## Statistiques
Le tableau ci-dessous résume les statistiques en match officiel de Maite Oroz durant sa carrière de joueuse professionnelle,,.
| Saison                | Club                  | Championnat               | Championnat | Championnat | Coupe(s) nationale(s) | Coupe(s) nationale(s) | Supercoupe | Supercoupe | Compétition(s) continentale(s) | Compétition(s) continentale(s) | Compétition(s) continentale(s) | Espagne | Espagne | Total | Total |
| Saison                | Club                  | Division                  | M.          | B.          | M.                    | B.                    | M.         | B.         | Comp.                          | M.                             | B.                             | M.      | B.      | M.    | B.    |
| 2014-2015             | Athletic Club B       | Segunda División Femenina | 23          | 10          | 5                     | 6                     | -          | -          | -                              | -                              | -                              | -       | -       | 28    | 16    |
| 2015-2016             | Athletic Club         | Primera División Femenina | 30          | 5           | 1                     | 0                     | -          | -          | -                              | -                              | -                              | -       | -       | 31    | 5     |
| 2016-2017             | Athletic Club         | Primera División Femenina | 27          | 1           | 1                     | 0                     | -          | -          | WCL                            | 2                              | 1                              | -       | -       | 30    | 2     |
| 2017-2018             | Athletic Club         | Primera División Femenina | 26          | 2           | 3                     | 0                     | -          | -          | -                              | -                              | -                              | -       | -       | 29    | 2     |
| 2018-2019             | Athletic Club         | Primera División Femenina | 3           | 0           | -                     | -                     | -          | -          | -                              | -                              | -                              | -       | -       | 3     | 0     |
| 2019-2020             | Athletic Club         | Primera División Femenina | 21          | 0           | 2                     | 0                     | -          | -          | -                              | -                              | -                              | -       | -       | 23    | 0     |
| 2020-2021             | Real Madrid           | Primera División Femenina | 30          | 1           | 1                     | 0                     | -          | -          | -                              | -                              | -                              | 1       | 0       | 32    | 1     |
| 2021-2022             | Real Madrid           | Primera División Femenina | 26          | 2           | 3                     | 0                     | -          | -          | WCL                            | 6                              | 1                              | -       | -       | 35    | 3     |
| 2022-2023             | Real Madrid           | Primera División Femenina | 29          | 3           | 4                     | 0                     | 1          | 0          | WCL                            | 10                             | 0                              | 7       | 2       | 51    | 5     |
| Total sur la carrière | Total sur la carrière | Total sur la carrière     | 215         | 24          | 20                    | 6                     | 1          | 0          | -                              | 18                             | 2                              | 8       | 2       | 262   | 34    |